# Family Man (píseň, Mike Oldfield)
„Family Man“ je píseň britského multiinstrumentalisty Mika Oldfielda. Vydána byla v květnu 1982 jako jeho dvanáctý singl; ten se v britské hudební hitparádě umístil na 45. příčce. Píseň se zpěvem Maggie Reilly původně pochází z alba Five Miles Out, vydaného téhož roku. Na B straně singlu se nachází instrumentální skladba „Mount Teidi“ ze stejné desky.
Přibližně o rok později převzalo píseň „Family Man“ americké duo Hall & Oates a jejich coververze se v USA stala hitem (6. místo v hitparádě). Také v Británii se tato převzatá verze umístila lépe než původní Oldfieldova píseň (na 15. příčce).

## Seznam skladeb Oldfieldova singlu
1. „Family Man“ (Oldfield/Cross/Fenn/Frye/Reilly/Pert) – 3:45
2. „Mount Teidi“ (Oldfield) – 4:16